# Riccardia aequitexta
Riccardia aequitexta là một loài rêu trong họ Aneuraceae. Loài này được Stephani E. A. Br. mô tả khoa học đầu tiên năm 1989.